# Eurocopa Sub-21 de 2002
La Eurocopa Sub-21 de 2002 fue la edición número 13 del Campeonato Europa UEFA Sub-21 el torneo final tuvo sede en Suiza y se llevó a cabo entre el 16 al 28 de mayo de 2002. 
La República Checa ganó la competición por primera vez.

## Clasificación
Las 47 selecciones participantes en el proceso clasificatorio fueron divididos en 9 grupos (un grupo de 4, 5 grupos de 5 y 3 grupos de 6) los ganadores de cada grupo y los mejores segundos clasifican al repechaje donde el ganador clasifica a la Eurocopa Sub-21.

### Clasificados
| Selección       | Vía de clasificación    |
| --------------- | ----------------------- |
| Bélgica         | Ganador del Repechaje 1 |
| Grecia          | Ganador del Repechaje 2 |
| Inglaterra      | Ganador del Repechaje 3 |
| Portugal        | Ganador del Repechaje 4 |
| República Checa | Ganador del Repechaje 5 |
| Francia         | Ganador del Repechaje 6 |
| Italia          | Ganador del Repechaje 7 |
| Suiza           | Ganador del Repechaje 8 |

## Sedes
| Ciudad  | Estadio                        | Capacidad | Imagen |
| ------- | ------------------------------ | --------- | ------ |
| Zúrich  | Hardturm-Stadion               | 17,666    |        |
| Basilea | St. Jakob-Park                 | 37,500    |        |
| Ginebra | Stade des Charmilles           | 9,250     |        |
| Lausana | Stade Olympique de la Pontaise | 15,700    |        |

## Fase de grupos

### Grupo A
Italia y Suiza avanzan a la siguiente ronda.
| País       | PJ | PG | PE | PP | GF | GC | DG | Pts |
| ---------- | -- | -- | -- | -- | -- | -- | -- | --- |
| Italia     | 3  | 1  | 2  | 0  | 3  | 2  | +1 | 5   |
| Suiza      | 3  | 1  | 1  | 1  | 3  | 2  | +1 | 4   |
| Portugal   | 3  | 1  | 1  | 1  | 4  | 4  | 0  | 4   |
| Inglaterra | 3  | 1  | 0  | 2  | 4  | 6  | -2 | 3   |

| Equipo 1   | Resultado | Equipo 2   |
| ---------- | --------- | ---------- |
| Inglaterra | 2-1       | Suiza      |
| Italia     | 1-1       | Portugal   |
| Portugal   | 0-2       | Suiza      |
| Italia     | 2-1       | Inglaterra |
| Suiza      | 0-0       | Italia     |
| Portugal   | 3-1       | Inglaterra |

### Grupo B
Francia y la República Checa avanzan a la siguiente ronda.
| País            | PJ | PG | PE | PP | GF | GC | DG | Pts |
| --------------- | -- | -- | -- | -- | -- | -- | -- | --- |
| Francia         | 3  | 3  | 0  | 0  | 7  | 1  | +6 | 9   |
| República Checa | 3  | 1  | 1  | 1  | 2  | 3  | -1 | 4   |
| Bélgica         | 3  | 1  | 0  | 2  | 2  | 4  | -2 | 3   |
| Grecia          | 3  | 0  | 1  | 2  | 3  | 6  | -3 | 1   |

| Equipo 1        | Resultado | Equipo 2        |
| --------------- | --------- | --------------- |
| Francia         | 2-0       | República Checa |
| Grecia          | 1-2       | Bélgica         |
| Bélgica         | 0-1       | República Checa |
| Grecia          | 1-3       | Francia         |
| República Checa | 1-1       | Grecia          |
| Bélgica         | 0-2       | Francia         |

## Segunda Ronda
|  | Semifinales            | Semifinales            |       |  | Final                | Final |  |
|  |                        |                        |       |  |                      |       |  |
|  | Basilea, 25 de junio   |                        |       |  |                      |       |  |
|  | Francia                | 2                      |       |  |                      |       |  |
|  | Suiza                  | 0                      |       |  |                      |       |  |
|  |                        |                        |       |  |                      |       |  |
|  |                        |                        |       |  | Basilea, 28 de junio |       |  |
|  |                        |                        |       |  | Francia              | 0 (1) |  |
|  |                        | República Checa (pen.) | 0 (3) |  |                      |       |  |
|  |                        |                        |       |  |                      |       |  |
|  |                        |                        |       |  |                      |       |  |
|  |                        |                        |       |  |                      |       |  |
|  | Zúrich, 25 de junio    |                        |       |  |                      |       |  |
|  | República Checa (pró.) | 3                      |       |  |                      |       |  |
|  | Italia                 | 2                      |       |  |                      |       |  |

| Bandera de República Checa |
| Campeón                    |
| República Checa            |
| 1.o título                 |